# 허들 경주

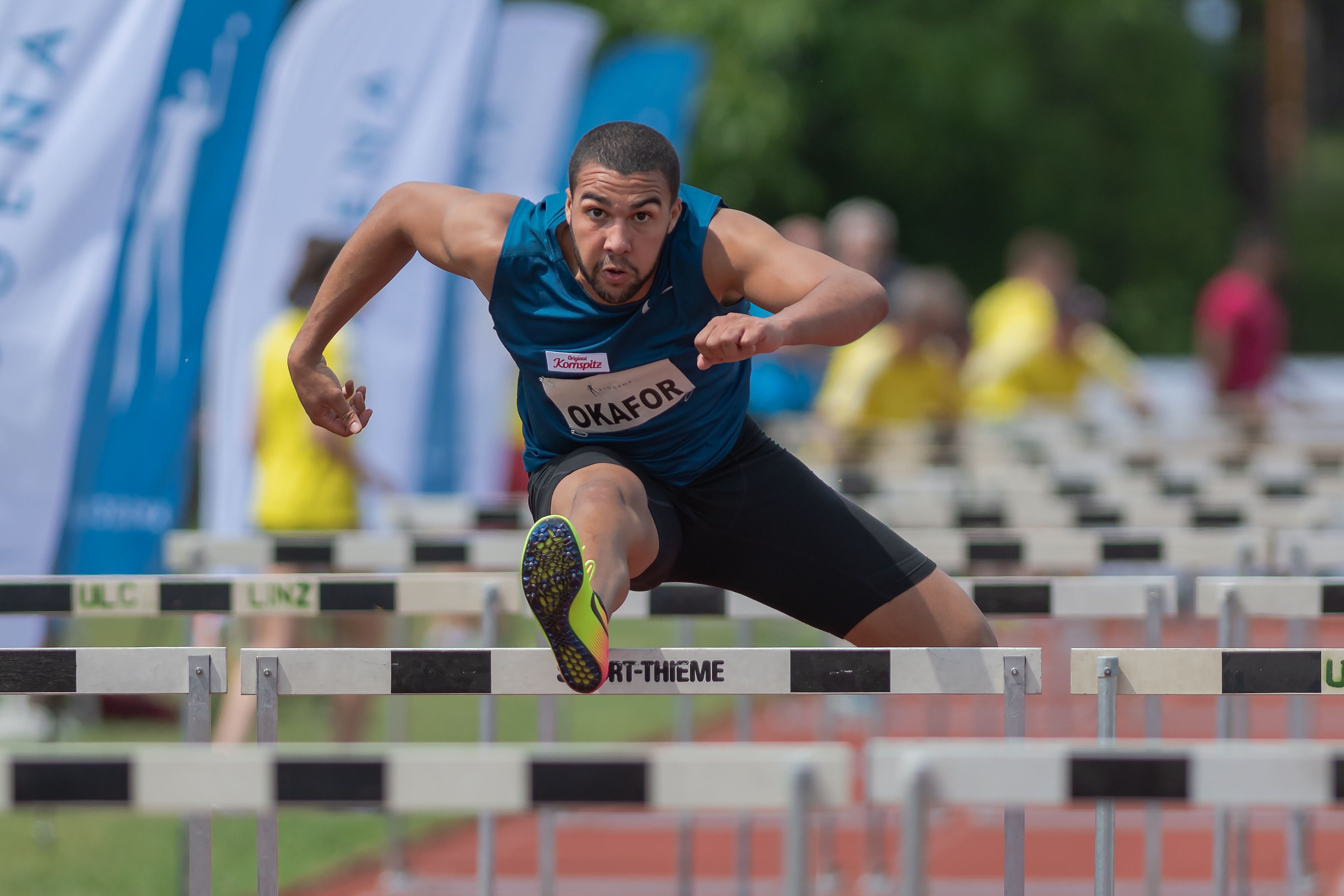
린츠의 2018년 경기에서 장애물을 넘는 오스트리아의 선수 Leon Okafor.

허들 경주 또는 허들링(영어: Hurdling)은 정해진 거리에 똑같은 간격으로 배치해 놓은 허들(hurdle)을 넘으면서(각 레인별 10개씩) 달리는 육상 경기이다. 100m(여)·110m(남)·200m·400m 허들과 3000m 장애물 경기가 있는데, 스피드, 뛰어오르는 힘, 리듬 감각을 바탕으로 발구르기의 타이밍·뛰어넘기·착지 등을 조화롭게 해야 한다. 허들을 넘어뜨려도 실격이 되지 않고 기록으로 인정되지만, 발이나 다리가 허들의 바깥쪽으로 나가거나 손을 사용해 고의로 넘어뜨리면 반칙이다.
크라우칭 스타트 자세로 출발하며 출발 직후 상체를 빠르게 일으켜 달리다. 달리는 속도를 유지하며 빠르게 허들을 넘기 위해서는 허들을 스치는 느낌으로 넘어야 한다. 허들 사이는 일정한 걸음수와 보폭을 유지하며 리듬감 있게 달린다. 발 구르기, 공중 동작, 착지의 순서로 허들을 넘는다 결승선까지 정신을 집중하고 자세를 바르게 하여 속도를 유지하며 달린다.

## 같이 보기
- 여자 100m 허들 세계 기록 추이
- 남자 110m 허들 세계 기록 추이
- 남자 400m 허들 세계 기록 추이
- 장애물 경주 (육상)